# Шепа Василь Васильович
Василь Васильович Шепа (28 березня 1931, Батрадь — 13 березня 2011, Будапешт)  — український агроном-економіст, доктор економічних наук, дійсний член Національної академії аграрних наук України, Народний депутат України 1-го і 3-го скликань.

## Біографія
Народився 28 березня року в селі Батраді (нині Берегівського району Закарпатської області). Трудову діяльність розпочав на посаді колгоспного рахівника на початку 1950-х років, після закінчення курсів у Львові. З часом працював в Берегівській машинно-тракторній станції, потім головою правління колгоспу «Червоний прапор» у селі Варах Берегівського району, де за його правління господарство стало мільйонером.
В 1968 році захистив кандидатську дисертацію і був призначеним директором Великобактянської науково-дослідної станції, де він став доктором економічних наук, захистивши докторську дисертацію в Москві.
За часів незалежної України обирався Народним депутатом України 1-го і 3-го скликань (фракція Народного Руху України), був радником Президента України Леоніда Кучми з аграрних питань, займався реформуванням земельної галузі в Україні, зробив свій вклад у розпаювання земель, деколективізацію тощо.
Помер 13 березня 2011 року, перебуваючи на лікуванні в Будапешті.